# 一青窈 CONCERT TOUR 2008「Key〜Talkie Doorkey」LIVE CD @ NHK hall
『一青窈 CONCERT TOUR 2008「Key〜Talkie Doorkey」LIVE CD @ NHK hall』(ひととよう コンサート・ツアー 2008 「キー〜タルキー ドアキー」ライブシーディー アットマーク エヌエイチケイ ホール)は一青窈のライブ・アルバム。この項目では、『一青窈 CONCERT TOUR 2008「Key〜Talkie Doorkey」LIVE DVD @ NHK hall』についても合わせて記述する

## 解説
一青としては初のライブ・アルバムとなり、『一青窈 CONCERT TOUR 2008「Key〜Talkie Doorkey」LIVE DVD @ NHK hall』との同時発売がなされた。
東京のNHKホールにて行われた公演の様子が収録されている。

## 収録曲

### Disc.1
1. Key
2. 空中ブランコ
3. 宙ぶらりん
4. つないで手
5. reading-1
6. ドミノ
7. アンモナイト
8. 指切り
9. reading-2
10. かざぐるま
11. ささやき並木
12. さよならありがと

### Disc.2
1. doorway
2. シャンデリア
3. 月天心
4. 大家 (ダージャー)
5. 江戸ポルカ
6. 茶番劇
7. もらい泣き
8. どんでん返し
9. 栞
10. 受け入れて
11. ENCORE
12. ハナミズキ
13. member紹介
14. 「ただいま」
15. Key～outro

## 一青窈 CONCERT TOUR 2008「Key〜Talkie Doorkey」LIVE DVD @ NHK hall (映像作品)
『一青窈 CONCERT TOUR 2008「Key〜Talkie Doorkey」LIVE DVD @ NHK hall』(ひととよう コンサート・ツアー 2008 「キー〜タルキー ドアキー」ライブディーブイディー アットマーク エヌエイチケイ ホール)は一青窈のライブ・ビデオ

### 収録曲
1. Key
2. 空中ブランコ
3. 宙ぶらりん
4. つないで手
5. reading-1
6. ドミノ
7. アンモナイト
8. 指切り
9. reading-2
10. かざぐるま
11. ささやき並木
12. さよならありがと
13. doorway
14. シャンデリア
15. 月天心
16. 大家 (ダージャー)
17. 江戸ポルカ
18. 茶番劇
19. もらい泣き
20. どんでん返し
21. 栞
22. 受け入れて
23. ハナミズキ
24. 「ただいま」
25. Key～outro